# Exile on Mainstream Records
Exile on Mainstream Records ist ein deutsches Independent-Label, das 1999 gegründet wurde.

## Geschichte
Das Label wurde am 1. April 1999 von Andreas „Kanzler“ Kohl gegründet. Zur damaligen Zeit war er in einer Band namens Payola und mit ihrem Labelchef Stefan Schilling von Loudsprecher gut befreundet. Da die Gruppenmitglieder nach den Aufnahmen zum neuen Album noch vier Songs übrig hatten und diese als 7″-Single veröffentlichen wollten, kamen sie auf Kohl zu. Daraufhin gründete er mit Alexandra Brand, der damaligen Chefredakteurin des Visions-Magazins, das Label Exile on Mainstream Records und veröffentlichte eine Serie von 7″-Singles in Zigarrenkisten. Daraufhin erschien das nächste Payola-Album bei dem Label und weitere Bands wie die Hamburger Tigerbeat folgten. Brandt stieg später aus, woraufhin das Label von 2003 bis 2012 von Kohl und seiner Frau Beate geleitet wurde. 2012 wurde die andere Firma beider, die Labelmanagement-, Promotion- und Booking-Agentur Southern Germany, die nahtlos mit Exile on Mainstream Records verbunden war, geschlossen, woraufhin das Label von Andreas Kohl alleine geleitet wurde. Kohl, der seit 2013 als Manager in einem Schallplattenpresswerk arbeitet, betreibt das Label jedoch nicht hauptberuflich. Über sein Label veröffentlicht er Tonträger, die ihm selbst gefallen. Die verkaufsstärksten Veröffentlichungen stammten bisher von A Whisper in the Noise, Wino and Conny Ochs, Friedemann und Place of Skulls.

## Veröffentlichungen (Auswahl)
- 1999: Payola – ¡Hecho Totalmente A Mano!
- 2000: Payola – For Those Who Know
- 2002: Tigerbeat – No. 1
- 2003: Mikrowelle – Twang Boom Tschak…Peng
- 2003: Shepherd – Laments
- 2004: The Hidden Hand – Divine Propaganda
- 2005: End of Level Boss – Prologue
- 2006: Volt – Rörhat
- 2006: Beehoover – The Sun Behind the Dustbin
- 2007: Voodooshock – Marie’s Sister’s Garden
- 2007: Dÿse – Dÿse
- 2008: A Whisper in the Noise – A Whispher in the Noise
- 2008: Enablers – Tundra
- 2009: Celan – Tundra
- 2009: We Insist! – The Babel Inside Was Terrible
- 2010: The Antikaroshi – Per/son/alien
- 2011: Rising – To Solemn Ash
- 2011: Conny Ochs – Raw Love Songs
- 2012: Black Shape of Nexus – Negative Black
- 2012: Obelyskkh – White Lightnin
- 2012: Stinking Lizaveta – 7th Direction
- 2013: Beehoover – The Devil and His Footmen
- 2014: Friedemann – Uhr vs. Zeit
- 2014: Spirit Caravan – Jug Fulla Sun
- 2015: Treedeon – Lowest Level Reincarnation
- 2015: Kristian Harting – Summer of Crush
- 2016: Black Shape of Nexus – Carrier
- 2017: Friedemann Hinz – Unterwegs
- 2017: Obelyskkh – The Providence
- 2017: Tricky Lobsters – Worlds Collide
- 2019: Gore – Revanche